# Espiritu Santo

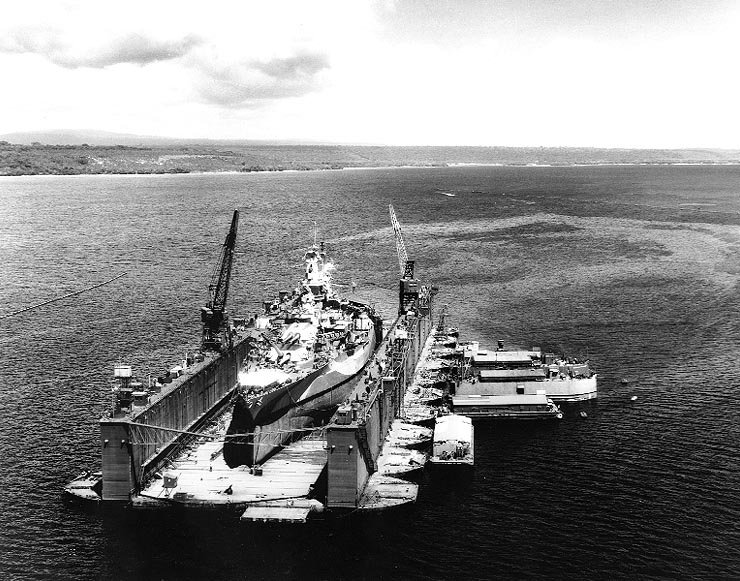
Plovoucí dok AFDB-1 s bitevní lodí USS West Virginia u ostrova Espiritu Santo 13. listopadu 1944.

Espiritu Santo (ze španělského espíritu santo, „Svatý Duch“) je největší ostrov státu Vanuatu s rozlohou 3955,5 km². Patří k souostroví Nové Hebridy v Melanesii.
Město Luganville na jihovýchodním pobřeží ostrova je druhé největší sídlo Vanuatu.
Na západě Espiritu Santo leží nejvyšší vrchol Vanuatu – 1879 metrů vysoká hora Tabwemasana.

## Historie
Portugalský objevitel ve španělských službách Pedro Fernandes de Queirós založil na severu ostrova první osadu v roce 1606. Queirós pojmenoval celé souostroví Terra Austrialia del Espiritu Santo (doslova "Jižní-Rakouská" země Ducha svatého), kde slovo Austrialia byl novotvar odkazující na hledanou Jižní zemi (latinsky Terra Australis) a na počest krále Filipa III. Španělského, který byl Habsburk rakouského původu (Rakousko = Austria).
Během druhé světové války byly na ostrově velké vojenské základny Spojených států amerických a jejich spojenců. Památkou na americkou přítomnost na Espiritu Santo je známý ráj potápěčů Million Dollar Point, kam americká armáda při svém odchodu naházela své nepotřebné vybavení a přebytečné zásoby. Výsledkem je podmořská „výstava“ traktorů, letounů a milionů lahví limonád 7 Up a Coca-Cola.